# Горы (Московская область)
Горы — село в городском округе Коломна Московской области России.
До 2020 года входило в городской округ Озёры, до 2015 года относилось к сельскому поселению Бояркинское Озёрского района, до муниципальной реформы 2006 года — центр Горского сельского округа Озёрского района. Население — 1211 чел. (2021).

## Население
| 1852  | 1859  | 1890  | 1926  | 2002  | 2006  | 2010  |
| ----- | ----- | ----- | ----- | ----- | ----- | ----- |
| 1134  | ↗1610 | ↘1497 | ↘1436 | ↘1148 | ↘1119 | ↘1080 |
| 2021  |       |       |       |       |       |       |
| ↗1211 |       |       |       |       |       |       |

## География
Расположено в центральной части городского округа Коломна, примерно в 5 км к северо-востоку от центра города Озёры, на левом берегу реки Оки. В селе 6 улиц — Багратиона, Заречная, Зелёная, Кооперативная, Луговая и Новая, зарегистрировано 2 садовых товарищества. Связано автобусным сообщением с городами Озёры и Коломна. Ближайшие населённые пункты — деревни Бабурино, Марково и Каменка.

## Исторические сведения
В писцовой книге 1577 года упоминается как село Горы у Оки.
В 1756 году в селе была построена церковь Сергия Радонежского, а в 1828 году её здание перестроено на средства фабриканта А. Моргунова. Представляла собой двухэтажный каменный храм в стиле классицизма. Имелись Никольский, Введенский и Екатерининский приделы. В 1903 году перестроена архитектором И. Д. Боголеповым.
В 1840—1845 гг. построена церковь Введения Пресвятой Богородицы во Храм — однокупольная каменная церковь в русском стиле с Никольским и Пятницким боковыми приделами.
Название села дало фамилию династии русских священников, родившихся здесь и служивших в Коломне и Москве.
В «Списке населённых мест» 1862 года Горы — казённое село 1-го стана Коломенского уезда Московской губернии на левом берегу реки Оки от впадения в неё реки Москвы, в 25 верстах от уездного города, при пруде и реке Оке, с 219 дворами, 2 православными церквями, 5 фабриками и 1610 жителями (757 мужчин, 853 женщины).
По данным на 1890 год — центр Горской волости Коломенского уезда, в нём располагались волостное правление, становая квартира и частная школа, число душ составляло 1497 человек.
В 1913 году — 244 двора, волостное правление, пожарная дружина, земское училище, квартира полицейского урядника и казённая винная лавка.
По материалам Всесоюзной переписи населения 1926 года — центр Горского сельсовета Горской волости, проживало 1436 жителей (662 мужчины, 774 женщины), насчитывалось 303 хозяйства, среди которых 255 крестьянских, находились волостной исполнительный комитет и волостная милиция, имелись школа 1-й ступени, изба-читальня, почтовое агентство, единое потребительское общество.
С 1929 года — населённый пункт в составе Озёрского района Коломенского округа Московской области, с 1930-го, в связи с упразднением округа, — в составе Озёрского района Московской области.
В 1930-х Сергиевская церковь была закрыта, колокольня сломана, здание занято под клуб. Вновь открыта в 1995 году и отремонтирована, является памятником архитектуры. Введенская церковь сломана в середине XX века.
В 1998 году Сергиевская церковь была открыта и стала реставрироваться под наставлением отца Андрея.